# Cosmospora obscura
Cosmospora obscura är en svampart som beskrevs av Rossman & Samuels 1999. Cosmospora obscura ingår i släktet Cosmospora och familjen Nectriaceae.   Inga underarter finns listade i Catalogue of Life.